# 大扎利夏
48°46′52″N 26°32′49″E / 48.78111°N 26.54694°E
大扎利夏（烏克蘭語：Великозалісся）是烏克蘭的村落，位於該國西部赫梅利尼茨基州，由卡緬涅茨-波多利斯基區負責管轄，面積2.03平方公里，2001年人口502，人口密度每平方公里247人。